# Zi efemeră
Fiecare zi efemeră are o durată de 86.400 secunde.